# Palaeotheriidae
I paleoteriidi (Palaeotheriidae) sono una famiglia di mammiferi perissodattili estinti, affini agli equidi. Vissero tra l'Eocene inferiore e l'Oligocene medio (circa 55 - 28 milioni di anni fa) e i loro resti sono stati ritrovati in Europa e in Asia.

## Descrizione
Questi animali avevano una taglia e un aspetto piuttosto variabili: all'inizio della loro storia evolutiva i paleoteridi non erano più alti di 30 centimetri al garrese e dovevano assomigliare a minuscole antilopi (ad esempio Propachynolophus e Hyracotherium); successivamente, nel corso dei milioni di anni successivi aumentarono le dimensioni, fino a raggiungere anche stature imponenti, con generi come Cantabrotherium e Palaeotherium (quest'ultimo vagamente simile a un okapi come struttura scheletrica), alti anche 1,50 metri al garrese. Generalmente considerati animali simili a tapiri e muniti di una corta proboscide, in realtà i paleoteridi erano animali morfologicamente piuttosto diversificati.
I paleoteridi arcaici, benché molto simili agli equidi arcaici come Sifrhippus, Eohippus o Pliolophus, erano caratterizzati da un diverso sviluppo della dentatura. Nei denti laterali, le creste trasversali (protolofo e metalofo) decorrevano obliquamente all'indietro formando con l'ectolofo un angolo fortemente acuto (una forma vagamente a W), mentre negli equidi la struttura delle creste forma un disegno che assomiglia a un π. I paleoteriidi arcaici della sottofamiglia Pachynolophinae, tuttavia, non svilupparono mai la struttura molariforme a W. Nei paleoteridi, da un'iniziale notevole differenziazione tra molari e premolari (eterodontia), la dentatura subì una trasformazione accelerata passando da forme con corona bassa (brachidonte) e costruzione lofodonte a una molarizzazione e ipsodontia (a corona alta), utile per un'alimentazione a base di foglie.

## Storia evolutiva
I paleoteridi sono noti a partire dall'inizio dell'Eocene (circa 55 milioni di anni fa) fino all'Oligocene medio (circa 28 milioni di anni fa), tuttavia già alla fine dell'Eocene (circa 33 milioni di anni fa) subirono una drastica riduzione, durante l'evento noto come Grande Coupure.
I paleoteridi si svilupparono in varie linee evolutive: un ceppo ancestrale che include le forme più piccole e primitive (Hyracotherium, Propachynolophus, Propalaeotherium, Pachynolophus) era caratterizzato da dentatura brachidonte e bunodonte; da questo ceppo si originarono varie linee evolutive, che culminarono in forme decisamente ipsodonti ma probabilmente non strettamente imparentate fra loro. Tra questi generi si ricordano Palaeotherium, Plagiolophus, Leptolophus. Sembra che nella penisola iberica si svilupparono forme endemiche di paleoteridi caratterizzati da una maggiore ipsodontia (Franzenium, Cantabrotherium, Mekodontherium).
Di seguito è mostrato un cladogramma tratto da Mikko's Phylogeny Archive (http://www.helsinki.fi/~mhaaramo/metazoa/deuterostoma/chordata/synapsida/eutheria/perissodactyla/palaeotheriidae.html):
```
o †
Palaeotheriidae
 Bonaparte, 1850 [Palaeotheroidea, Pachynolophoidea, Pachynolophidae 
partim
]
  |?- †
Bepitherium jordifusalbae
 Checa & Colombo, 2004
  |?- †
Lophiotherium
 Gervais, 1849
  |?- †
Paranchilophus
 Casanovas & Santafé, 1989
  |-- †
Hallensia

  `--+-- †
Hyracotherium leporinum
 Owen, 1841
     `--+--o †
Propachynolophus
 Lemoine, 1891
        |  |-- †
P. gaudryi

        |  `-- †
P. maldani

        `--+--o †
Pachynolophus
 Pomel, 1847 [Pachynolophinae Paulow, 1877]
           |  |-- †
P. duvali

           |  `-- †
P. livinierensis

           `--o †Palaeotheriinae Bonaparte, 1850
              |?- †
Pseudopalaeotherium longirostratum
 Franzen, 1872
              |?- †
Paraplagiotherium
 Depéret, 1917
              |?-o †
Leptolophus
 Remy, 1965 [Pachynolophidae]
              |  |-- †
L. stehlini
 Remy, 1965
              |  |-- †
L. nouleti
 (Stehlin, 1904)
              |  `-- †
L. magnus
 Remy, 1998
              |?- †
Cantabrotherium
 Casanova-Cladellas & Santafé-Llopis, 1987
              |-- †
Lophiotherium
 Gervais, 1849
              `--+--o †
Propalaeotherium
 Gervais, 1849
                 |  |-- †“P.” 
messelense

                 |  |-- †
P. parvulum

                 |  |-- †
P. argentonicum

                 |  |-- †
P. helveticum

                 |  |-- †
P. isselanum
 (Cuvier, 1824)
                 |  `-- †
P. hassiacum

                 `--+--o †
Plagiolophus
 Pomel, 1847 [
Paloplotherium
] [Pachynolophidae]
                    |  |-- †
P. mazateronensis
 Cuesta, 1994
                    |  |-- †
P. minor

                    |  |-- †
P. fraasi

                    |  `-- †
P. annectens

                    `--+-- †
Anchilophus depereti
 Gervais, 1852
                       `--o †
Palaeotherium
 Cuvier, 1804
                          |-- †
P. castrense

                          |-- †
P. ruetimeyeri

                          |-- †
P. magnum

                          |-- †
P. crassum

                          |-- †
P. medium

                          |-- †
P. curtum

                          `?- †
P.
 (
Franzenitherium
) 
lautricense
```